# Igrejinha (Arraiolos)
Igrejinha (dt.: kleine Kirche) ist eine Gemeinde (Freguesia) im portugiesischen Kreis (Concelho) von Arraiolos. In ihr leben 961 Einwohner (Stand 19. April 2021).

## Geschichte und Sehenswürdigkeiten
Im 1. Jahrhundert v. Chr. bestand hier eine römische Festung der Provinz Lusitanien. Ihre untypische Anlage und andere archäologische Hinweise deuten auf eine ältere Befestigung, vermutlich aus der Castrokultur, auf denen die Römer aufbauten. Die Ausgrabungsstätte ist heute als Castelo do Mau Vizinho (dt.: Burg des böswilligen Nachbarn) oder auch Castelo de Pontega bekannt.
Die einschiffige Gemeindekirche Igreja Paroquial da Igrejinha (auch Igreja de Nossa Senhora da Consolação) aus dem 16. Jahrhundert steht unter Denkmalschutz. Sie zeigt Merkmale des Barock und des Rokoko, darunter ein vergoldeter Altar (Talha dourada), Azulejo-Verkleidungen, ein Rokoko-Altarretabel und barocke Wandmalereien.